# Queen of the South Football Club
Il Queen of the South Football Club, meglio noto come Queen of the South, è una società calcistica scozzese con sede nella città di Dumfries. Milita nella Scottish League One, la terza serie del calcio scozzese.

## Storia

### La fondazione
Nel marzo 1919 un gruppo di giovani appassionati di calcio proposero di unificare le società calcistiche locali e quelle della vicina città di Maxwelltown: il Dumfries Football Club, il 5th Kings Own Scottish Borderers Football Team e il Gruppo Calcistico della Arrol-Johnston (azienda di automobili). Il Dumfries declinò l'invito, mentre le altre due accettarono entusiasticamente. La neonata società fu chiamata Queen of the South, dal soprannome che il poeta David Dunbar diede alla città di Dumfries (Regina del Sud), e come stadio di casa fu scelto il Palmerston Park. Nello stemma della squadra venne inserito il motto della città di Dumfries, A Lore Burne, in riferimento alla palude presso la quale sorgeva la città in passato e che costituiva il grido di guerra "ufficiale" della città in caso di attacco.
La prima partita fu giocata il 16 agosto 1919 contro i Nithsdale Wanderers. Il match, cui presenziarono le autorità locali e che fu persino salutato dalla banda musicale locale, finì 2-2. La prima uscita ufficiale, invece, fu il match di coppa contro il Thornhill, giocato il 6 settembre 1919 e terminato anch'esso con un pareggio (1-1).

### Campionati nazionali
Nel 1923 il QoS prese parte ai campionati nazionali, debuttando in Scottish Division Three. L’anno successivo fu promosso in Division Two, dove disputò otto stagioni prima di ottenere la promozione in Division One. La stagione 1933-34 segnò l’esordio in massima serie: il Queen of the South andò oltre le previsioni e si classificò al quarto posto. Negli anni successivi ottenne invece piazzamenti da bassa classifica, tranne la stagione 1938-39 in cui arrivò sesto.
Nel dopoguerra continuò a militare in massima serie, a parte un anno, fino alla stagione 1958-59, raggiungendo inoltre le semifinali in Coppa di Scozia (1950) e Coppa di Lega (1951 e 1961). Nel 1962 fu di nuovo promosso in Division One, ma la mantenne solo per due anni: la stagione 1963-64 fu l’ultima in prima serie per il Queen of the South, che in seguito stazionò in seconda serie (Division Two e dal 1975 First Division) fino al 1979, quando retrocesse in Second Division. Per tutti gli anni ’80 alternò partecipazioni in First Division ad altre in Second Division, mentre nel decennio successivo disputò esclusivamente la Second Division.

### Anni duemila: la finale di Coppa di Scozia e l'esordio in Europa
Ritornò in First Division per la stagione 2002-03, rimanendoci stabilmente per dieci anni, senza mai andare più in alto del quarto posto. In quel periodo tuttavia registrò un ottimo percorso in Coppa di Scozia 2007-08:
L'8 marzo 2008 il Queen of the South guidato da Gordon Chisholm centrò la semifinale di Scottish Cup battendo 2-0 il Dundee al Palmerston Park. Segnarono Stephen Dobbie e Ryan McCann, che realizzò il 2-0 con un tiro scagliato da 77 metri (84 yard). Il 12 aprile in semifinale i Doonhammers affrontano l'Aberdeen all'Hampden Park di Glasgow: la partita terminò con uno scoppiettante 4-3 a favore del QoS (record di reti in una semifinale di coppa nazionale), che si lanciò verso la prima finale della sua storia, che venne giocata anch'essa all'Hampden Park, il 24 maggio, contro i Rangers. Il Queen of South, espressione di una realtà di appena 38 000 abitanti, venne seguito in finale da circa 15500 tifosi. Sul campo andò in svantaggio, poi riuscì a rimontare 
da 0-2 a 2-2, ma infine si arrese 3-2. Nonostante la sconfitta, i tifosi tributarono alla squadra il giusto riconoscimento, salutando festosamente i giocatori mentre questi, di ritorno da Glasgow, attraversarono Dumfries con un bus scoperto.
In quanto finalista della Scottish Cup, il Qos prese parte alla Coppa UEFA 2008-2009; partendo dal secondo turno preliminare. La BBC Sport definì questa qualificazione "la vera essenza dello sport". Poiché la UEFA omologò il Palmerston Park per una capienza di soli 3500 spettatori, si decise di giocare le partite interne all'Excelsior Stadium, casa dell'Airdrie United. Alla partita d'esordio del 14 agosto 2008 il Qos affrontò i danesi del Nordsjælland. Il match terminò 2-1 per i danesi, che al ritorno in Danimarca, il 26 agosto, si imposero col medesimo risultato, estromettendo gli scozzesi dal torneo.

### Anni duemiladieci e duemilaventi
Retrocesso nel 2012, riconquistò la seconda divisione l’anno successivo, partecipando così alla Scottish Championship 2013-2014 in cui si classificò quarto: accedette così al primo turno dei play-off ma venne eliminato dal Greenock Morton. Nelle stagioni successive ha fatto registrare piazzamenti da metà classifica (6° nel 2016-17 e 2017-18), mentre in Championship 2018-19 è arrivato nono e ha dovuto vincere i play-off contro Montrose e Raith Rovers per mantenere la seconda serie. Si classifica al nono posto anche nel campionato successivo, interrotto per la pandemia di COVID-19, e mantiene la serie dato l'annullamento dei play-off.
Dopo un sesto posto in Championship 2020-21, nella stagione 2021-22 il QoS arriva ultimo e retrocede in League One, dove nei campionati più recenti si classifica quinto (2022-23) e settimo (2023-24).

## Palmarès

### Competizioni nazionali
- Scottish Championship: 1

1950-1951
- Scottish League One: 2

2001-2002, 2012-2013
- Scottish Challenge Cup: 2

2002-2003, 2012-2013

### Altri piazzamenti
- Scottish Championship:

Secondo posto: 1932-1933, 1961-1962, 1974-1975
- Scottish League One:

Terzo posto: 2024-2025
- Coppa di Scozia:

Finalista: 2007-2008
Semifinalista: 1949-1950
- Coppa di Lega scozzese:

Semifinalista: 1950-1951, 1960-1961
- Scottish Challenge Cup:

Finalista: 1997-1998, 2010-2011, 2021-2022
Semifinalista: 1991-1992, 2016-2017, 2022-2023

## Statistiche

### Partecipazione ai campionati
| Livello | Categoria                | Partecipazioni | Debutto   | Ultima stagione | Totale |
| ------- | ------------------------ | -------------- | --------- | --------------- | ------ |
| 1°      | Scottish Division One    | 16             | 1933-1934 | 1963-1964       | 20     |
| 1°      | Scottish Division A      | 4              | 1946-1947 | 1949-1950       | 20     |
| 2°      | Scottish Division Two    | 22             | 1925-1926 | 1974-1975       | 50     |
| 2°      | Scottish Division B      | 1              | 1950-1951 | 1950-1951       | 50     |
| 2°      | Scottish First Division  | 18             | 1975-1976 | 2011-2012       | 50     |
| 2°      | Scottish Championship    | 9              | 2013-2014 | 2021-2022       | 50     |
| 3°      | Scottish Division Three  | 2              | 1923-1924 | 1924-1925       | 25     |
| 3°      | Scottish Second Division | 20             | 1979-1980 | 2012-2013       | 25     |
| 3°      | Scottish League One      | 3              | 2022-2023 | 2024-2025       | 25     |

### Statistiche nelle competizioni UEFA
Tabella aggiornata alla fine della stagione 2020-2021.
| Competizione | Partecipazioni | G | V | N | P | RF | RS |
| ------------ | -------------- | - | - | - | - | -- | -- |
| Coppa UEFA   | 1              | 2 | 0 | 0 | 2 | 2  | 4  |

## Organico

### Rosa 2023-2024
| N. |                        | Ruolo | Calciatore        |
| -- | ---------------------- | ----- | ----------------- |
| 1  | Inghilterra (bandiera) | P     | Gordon Botterill  |
| 2  | Inghilterra (bandiera) | C     | Nortei Nortey     |
| 3  | Scozia (bandiera)      | D     | James Maxwell     |
| 4  | Scozia (bandiera)      | D     | Gregor Buchanan   |
| 5  | Inghilterra (bandiera) | D     | Ayo Obileye       |
| 6  | Scozia (bandiera)      | C     | Harry Cochrane    |
| 7  | Scozia (bandiera)      | C     | Aidan Fitzpatrick |
| 8  | Inghilterra (bandiera) | C     | Dan Pybus         |
| 9  | Scozia (bandiera)      | A     | Tommy Goss        |
| 10 | Scozia (bandiera)      | A     | Connor Shields    |
| 11 | Scozia (bandiera)      | C     | Craig McGuffie    |

| N. |                   | Ruolo | Calciatore      |
| -- | ----------------- | ----- | --------------- |
| 12 | Scozia (bandiera) | C     | Rhys McCabe     |
| 15 | Scozia (bandiera) | C     | Calvin McGrory  |
| 16 | Scozia (bandiera) | A     | Euan East       |
| 17 | Scozia (bandiera) | C     | Niyah Joseph    |
| 18 | Scozia (bandiera) | C     | Reegan Mimnaugh |
| 19 | Scozia (bandiera) | D     | Rhys Breen      |
| 20 | Scozia (bandiera) | P     | Rohan Ferguson  |
| 25 | Guyana (bandiera) | C     | Isaiah Jones    |
| 29 | Scozia (bandiera) | A     | Dapo Mebude     |
| 31 | Scozia (bandiera) | P     | Josh Rae        |
| 32 | Scozia (bandiera) | D     | Lewis Currie    |